# Dom kallar oss mods
Dom kallar oss mods är en svensk dokumentärfilm som hade biopremiär på biograf Anglais i Stockholm den 25 mars 1968, regisserad av Stefan Jarl och Jan Lindqvist. Filmen skildrar ett gäng unga stockholmkillars tillvaro i utkanten av samhället, däribland Kenta Gustafsson och Gustav "Stoffe" Svensson. Filmen kom att utgöra den första delen i den så kallade modstrilogin, efter Stefan Jarls uppföljande filmer om samma killar, och deras barn, i Ett anständigt liv (1979) och Det sociala arvet (1993).

## Bakgrund
Regissörerna Stefan Jarl och Jan Lindqvist studerade på Svenska Filminstitutet. Jan Lindquist hade redan innan studierna frilansat för Sveriges Television. Via honom fick de göra ungdomsserien Stänk, för Sveriges Television. Den tog dem bland annat till den kritiserade ungdomsgården 26:an, en rivningskåk på Drottninggatan i Stockholm, som etablerades av barnavårdsnämnden som en reaktion på Hötorgskravallerna 1965. Där lärde de känna Kenta och Stoffe, de fascinerades av deras berättelser och imponerades av deras framåtanda. Sveriges Television visade en mycket beskuren del av mötet med ungdomarna i Stockholms city, och tillbaks på Svenska Filminstitutet övertygade de rektorn om att istället få göra en dokumentärfilm om ungdomarna under sitt sista studieår.
När filmen var färdig menade filmcensuren, Statens Biografbyrå, att en sexscen skulle klippas bort från dokumentären. Stefan Jarl och Jan Lindqvist vägrade och överklagade beslutet, som de vann bara dagar innan premiären. Uppmärksamheten gagnade filmen, bland annat fick den en distributör, Pallas Film, som framförallt annars distribuerade pornografi, exploateringsfilmer och lättsam underhållning.

## Handling
Filmen börjar med en intervju med Tompa, en vän till Kenta och Stoffe. Han berättar om hur han växte upp på barnhem och ungdomsfängelser. Han säger att friheten knappast finns för honom. Men en sak är han säker på, den tid han tillbringade med Kenta och Stoffe och de andra modsen var den roligaste tiden av hans liv. Intervjun klipper till Kenta och Stoffe som löper genom Stockholms gator, filmade med ett så kallat fish eyeobjektiv, vilket gör bilden rund. Senare ser vi dem gå runt på T-Centralen i Stockholm. De möter vänner och går runt och tigger av människor för att få mat, öl och cigaretter. De arbetstagare/knegare som har vägarna förbi blir förlöjligade av Kenta och Stoffe. "Små knegarna, små knegarna är lustiga att se", sjunger de till melodin Små grodorna.
En annan vän till killarna, Jajje, berättar att alkohol kommer att förstöra dem till sist, men att han inte oroar sig så mycket för det just nu. Filmskaparna har fixat en liten lägenhet till Kenta och Stoffe vilket innebär en stor skillnad för de killar som tidigare sov utomhus eller på andra ställen. Kenta och Stoffe berättar också om sin barndom. Stoffes far drack sig sönder och dog på sjukhus. Kentas far försökte strypa honom med en slips. Men Stoffe minns också att han tyckte det var kul att spela hemma när han var liten. Vi ser de två killarna gå till "4: an", en klubb för ungdomar. Stoffe gillar att vara med många flickor, men säger till Eva, som han sover med, att han vill ha henne för sig själv. Kenta och Stoffe gör en musikframträdande, där de framför låten Leave Me Be.
På vintern reser Kenta, Stoffe och Hasse till Hedemora i Dalarna. De planerar att besöka Stoffes barndomsvän Ingvar. På tåget dricker de öl, röker hasch och skämtar. En herre i samma kupé ser rädd ut. Men de kan inte bo i Hedemora; här händer inget, till skillnad mot i Stockholm.
I Stockholm finns Peter, som tjänar 400 kronor om dagen genom att sälja droger, och Lunkan som fick hepatit från en infekterad injektionsspruta. Det är sommar och Kenta och Stoffe arbetar inte, och de har ingenstans att bo. Deras vänskap är sliten. Kenta tycker inte Stoffe är en god vän längre. Inte sedan han började träffa Eva. En natt går killarna för att söka efter tomma trapphus att bo i, men de börjar argumentera och Kenta lämnar Stoffe. Kenta hittar ett tomt trapphus och lägger sig ner, öppnar en öl och börjar läsa en serietidning. Samma kväll blir Stoffe omhändertagen av polisen.

## Mottagande
Filmen fick, i Stockholms tidningar, överlag bra kritik. Den uttryckte solidaritet med själva projektet, vilket innebar att skribenterna i huvudsak tog avstånd från en formell och estetisk värdering av filmen. "En mer konventionell kritik skulle kännas som en cynism gentemot en problematik vars lösning alla har ansvar för", skrev Carl Henrik Svenstedt i Svenska Dagbladet.

## Filmmusik i urval
- Leave Me Be, kompositör och text Chris White
- Den glade bagarn i San Remo, kompositör och text Evert Taube
- Dom kallar oss mods, komposition och text Lea Riders Group

## Inspelningsplatser
- Norra Smedjegatan, där Gallerian idag ligger
- Regeringsgatan 109, byggnaden riven på 1970-talet, men adressen finns kvar
- Lästmakargatan, Club 4:an
- Hedemora

### Fotnoter
1. 1 2 3  Ingrid Stigsdotter (17 augusti 2015). ”Dom kallar oss mods”. Svenska Filminstitutet. https://www.filminstitutet.se/sv/fa-kunskap-om-film/ta-del-av-filmsamlingarna/filmer/dollar2/. Läst 31 mars 2024.
2. ↑  Dagens Nyheter, 25 mars 1968, sid. 48
3. 1 2  Jens Petersen (23 mars 2018). ”Filmen som skakade Sverige”. Aftonbladet. https://www.aftonbladet.se/a/qn7KbE. Läst 6 april 2024.